# 대구부 병
대구부 병은 대한민국의 옛 국회의원 선거구이다. 당시 경상북도 대구부의 일부 지역을 관할했다.

## 역사
1948년 제헌 국회의원 선거를 앞두고 신설되었다.
1949년 대구부의 명칭이 대구시로 변경되면서 1950년 제2대 국회의원 선거를 앞두고 대구시 병 선거구가 되었다.

## 역대 국회의원
| 선거   | 정당 | 정당       | 의원   |
| ------ | ---- | ---------- | ------ |
| 1948년 |      | 한국민주당 | 백남채 |

## 역대 선거 결과

### 대한민국 제헌 국회의원 선거
|  | 46.41% |

|  | 35.21% |

|  | 18.36% |